# Alexander von Rosen (Generalmajor)

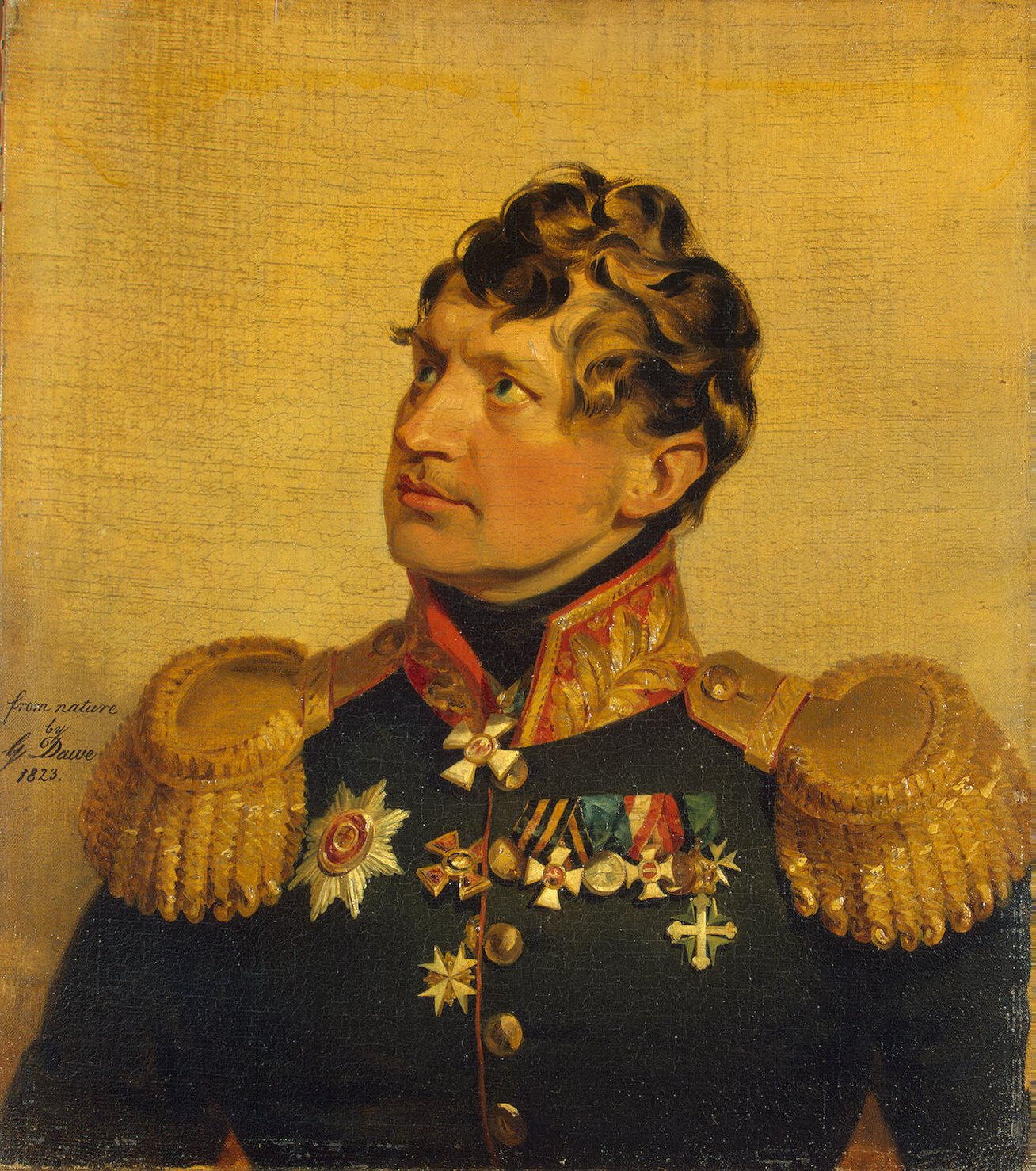
Alexander von Rosen, Porträt von George Dawe

Alexander von Rosen (russisch Александр Владимирович Розен Alexander Wladimirowitsch Rosen; * 7. Oktoberjul. / 18. Oktober 1780greg. in Ostrogorsk; † 8. Augustjul. / 20. August 1833greg. in Sankt Petersburg) war ein russischer Generalmajor.

## Leben

### Herkunft und Familie
Alexander von Rosen war Angehöriger der estländischen Barone von Rosen. Seine Eltern waren der russische Generalleutnant Woldemar von Rosen (1742–1790) und dessen Ehefrau Olimpiada Fedorowna, geborene Raewskaja. Der russische General der Infanterie Georg Andreas von Rosen (1781–1841) war sein Bruder. Aus Alexander von Rosens 1808 in Wartenberg geschlossener Ehe mit Albertina Gräfin von Grabowski (1784–1856) sind fünf Kinder hervorgegangen, darunter:
- Woldemar von Rosen (1810–1868), russischer Generalleutnant
- Alexei von Rosen (1811–1879), russischer Generalmajor
- Maria von Rosen (1814–1848), ⚭ 1832 Paul Graf Ledochowski († 1865), russischer Generalleutnant

### Werdegang
Rosen trat sehr jung in die kaiserlich russischen Armee ein. Bereits 1787 war er Sergeant im Preobraschenski Leib-Garderegiment. 1794 avancierte er zum Leutnant und wurde 1795 als Kapitän zum Asowschen Infanterieregiment versetzt. Dort stieg er 1796 zum Major auf. Nach einer weiteren Versetzung wurde er 1799 Adjutant Suworows, den er in dieser Funktion auf dem Italienfeldzug begleitete. Hier konnte er sich mehrfach auszeichnen und wurde mit dem Orden der heiligen Anna II. Grades, dem Komturkreuz des Ordens des heiligen Johannes von Jerusalem sowie dem Orden des heiligen Mauritius und Lazarus geehrt.
1800 erhielt Rosen seine Beförderung zum Oberstleutnant und stand seit 1802 wieder im Preobraschenski Leib-Garderegiment. Nach seinem Aufstieg zum Oberst und der Versetzung in ein Husaren-Regiment nahm er von 1805 an kontinuierlich am Dritten Koalitionskrieg teil. Er nahm am 19. Oktober am Gefecht bei Lambach (1805), dann an den Treffen von Enns, Amstetten, St. Pölten und schließlich am Gefecht von Schöngrabern teil. 1806 erhielt er den Orden des heiligen Georg IV. Grades.
1806 wurde Rosen Kommandeur seines Husarenregiments. Er erhielt den Orden des Heiligen Wladimir III. Grades und avancierte 1810 zum Chef des Leib-Kürassier-Regiments. Mit diesem stellte er sich Napoleons Russlandfeldzug entgegen. Er bekämpfte die französische Vorhut mit seinen Kürassieren bei Witebsk, in der Nähe von Smolensk und nahm im Rahmen des 8. Infanteriekorps General Borosdins an der Schlacht von Borodino teil. Er erhielt in dieser Zeit seine Ernennung zum Generalmajor. In der Schlacht bei Tarutino, bei Malojaroslawez und bei Wjasma, in der Nähe von Krasnoje und beim Überqueren des Flusses Beresina stand er mit seinen Leibkürassieren an der Spitze der Armee. Während der Befreiungskriege konnte er sich erneut auszeichnen und erhielt den Orden der heiligen Anna I. Grades sowie den Orden des Roten Adlers II. Grades. Im Herbst 1813 stand er an der Spitze einer Brigade, die Frankfurt am Main befreite. Anfang 1814 überquerte Rosens Brigade den Rhein und kämpfte im März im Raum Paris, wobei er die Vororte von Montmartre angriff. Nach dem Krieg erhielt Rosen Landgüter im Gouvernement Grodno und wurde 1816 zum Brigadekommandeur der 1. Brigade der 3. Dragonerdivision ernannt. 1819 wurden ihm 3000 Morgen Land für den ewigen Erbbesitz gewährt und er wurde zum Kommandeur der 3. Dragonerdivision ernannt. Bis 1829 diente Rosen bei der Kavallerie. Er wurde auf dem Tichwiner Friedhof des Alexander-Newski-Klosters in St. Petersburg beigesetzt.